# Kråkrøhamn
Kråkrøhamn est une localité du comté de Troms, en Norvège.

## Géographie
Administrativement, Kråkrøhamn fait partie de la kommune d'Ibestad.